# Jonna Mendez
Jonna Mendez (Campbellsville, 1945) è un'agente segreto e scrittrice statunitense, che ha lavorato alla Central Intelligence Agency (CIA).

## Biografia
Jonna Hiestand è nata nel 1945 a Campbellsville, nel Kentucky. Nel 1963, si è diplomata al liceo di Wichita, nel Kansas e ha poi frequentato il college a Wichita State. Dopo la laurea, ha lavorato per la Chase Manhattan Bank a Francoforte. Nel 1966, è stata reclutata dalla CIA in Europa e ha iniziato a lavorare con loro.
Nella CIA, la Mendez visse sotto copertura e prestò servizio in Europa, Estremo Oriente e Subcontinente e presso il quartier generale. Nel 1970 è entrata a far parte dell'Office of Technical Service. In qualità di capo delle operazioni tecniche, la Mendez ha preparato le migliori risorse straniere della CIA nell'uso delle telecamere spia e nell'elaborazione delle informazioni raccolte da esse. In questo ruolo, ha anche sviluppato le sue capacità fotografiche. Nel 1982, è stata una delle poche selezionate per un programma di sviluppo della leadership della durata di un anno. Al termine del programma, le è stata data la possibilità di scegliere tra alcuni incarichi ed è diventata generalist in disguise, identity transformation, and clandestine imaging (travestimenti, trasformazione dell'identità e raccolta di immagini clandestina) nel sud e sud-est asiatico.
Nel 1986 stata assegnata ad operazioni di travestimento in aree a cui era vietato l'accesso. Nel 1988, è stata promossa a Vice Capo della Divisione Disguise e nel 1991, Capo della stessa. Durante il suo mandato come capo della divisione, ha incontrato il presidente George H.W. Bush indossando una maschera, che ha rimosso durante il colloquio per dimostrare l'efficacia dell'arte del travestimento. Nel 1993, si è ritirata e ha ricevuto la medaglia di encomio della CIA.
Jonna Hiestand Goeser ha incontrato il suo futuro secondo marito, Tony Mendez, anche lui un ufficiale della CIA, mentre era assegnato a Bangkok. Dopo il pensionamento di quest'ultimo, avvenuto nel 1990, si sono sposati nel 1991. Inoltre, hanno avuto un figlio insieme. Dopo essersi ritirati dalla CIA nel 1993, la Mendez e suo marito hanno fatto parte del Consiglio di amministrazione dell'International Spy Museum di Washington, DC. Entrambi sono stati coinvolti nella pianificazione e progettazione del museo.